# أندرو هنتر
أندرو هنتر (بالإنجليزية: Andrew Hunter)‏ هو سياسي أمريكي، ولد في 1813، وتوفي في 1902. انتخب عضو مجلس ولاية أركنساس.